# Вашингтон-Лейк (тауншип, Миннесота)
Вашингтон-Лейк (англ. Washington Lake) — тауншип в округе Сибли, Миннесота, США. На 2000 год его население составило 506 человек.

## География
По данным Бюро переписи населения США площадь тауншипа составляет 91,7 км², из которых 88,9 км² занимает суша, а 2,8 км² — вода (3,08 %).

## Демография
По данным переписи населения 2000 года здесь находились 506 человек, 170 домохозяйств и 139 семей.  Плотность населения —  5,7 чел./км².  На территории тауншипа расположено 178 построек со средней плотностью 2,0 построек на один квадратный километр. Расовый состав населения: 98,81 % белых, 0,20 % афроамериканцев, 0,20 % коренных американцев, 0,20 % азиатов и 0,59 % приходится на две или более других рас.
Из 170 домохозяйств в 37,6 % воспитывались дети до 18 лет, в 72,4 % проживали супружеские пары, в 5,9 % проживали незамужние женщины и в 18,2 % домохозяйств проживали несемейные люди. 12,9 % домохозяйств состояли из одного человека, при том 3,5 % из — одиноких пожилых людей старше 65 лет. Средний размер домохозяйства — 2,98, а семьи — 3,33 человека.
28,3 % населения — младше 18 лет, 8,5 % — в возрасте от 18 до 24 лет, 29,4 % — от 25 до 44, 23,3 % — от 45 до 64, и 10,5 % — старше 65 лет. Средний возраст — 37 лет. На каждые 100 женщин приходилось 109,1 мужчин.  На каждые 100 женщин старше 18 приходилось 107,4 мужчин.
Средний годовой доход домохозяйства составлял 46 528 долларов, а средний годовой доход семьи —  55 750 долларов. Средний доход мужчин —  32 292  доллара, в то время как у женщин — 21 944. Доход на душу населения составил 17 967 долларов. За чертой бедности находились 6,4 % семей и 9,9 % всего населения тауншипа, из которых 16,9 % младше 18 и 4,2 % старше 65 лет.